# 南斗六星

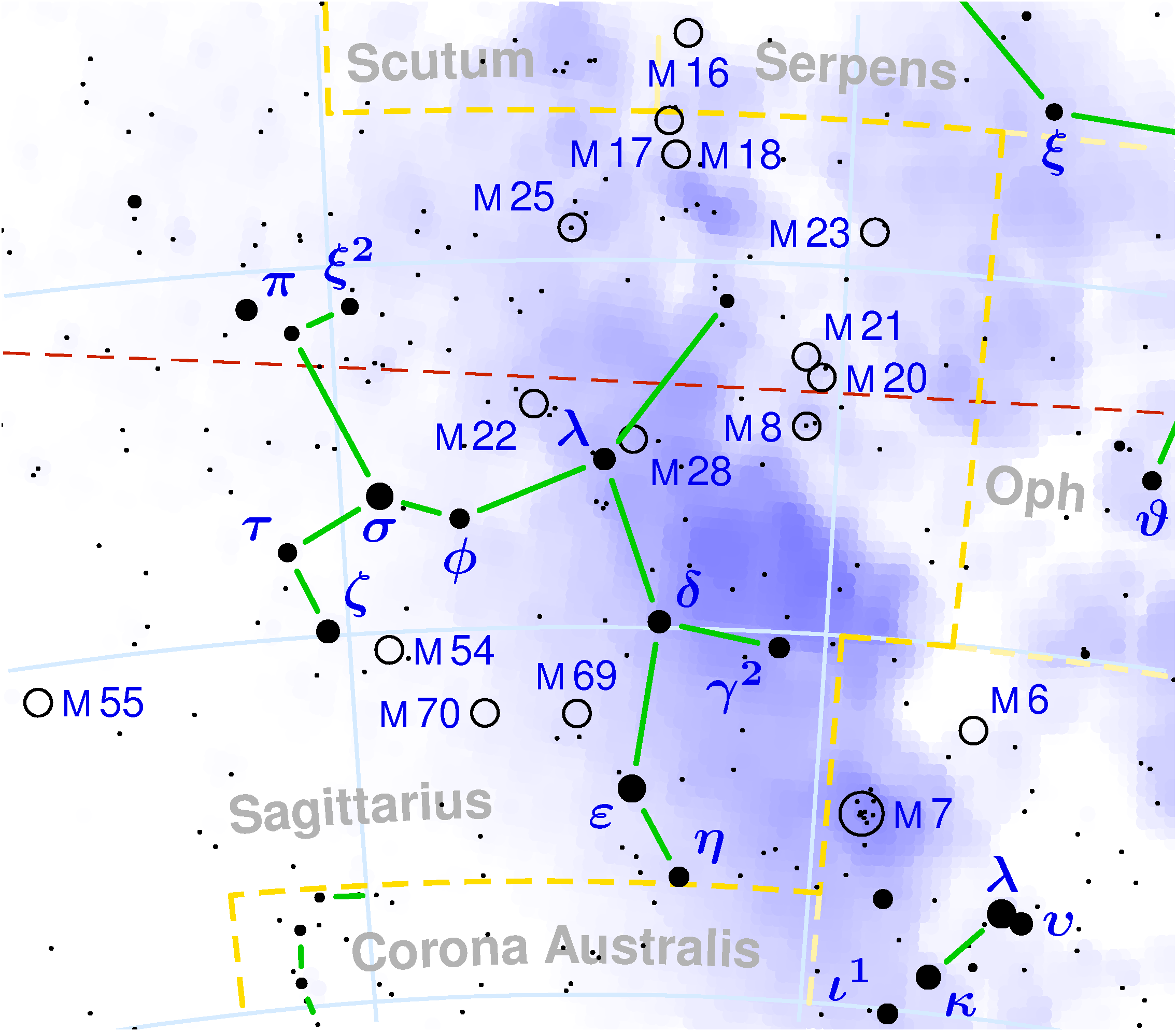
南斗六星のあるいて座

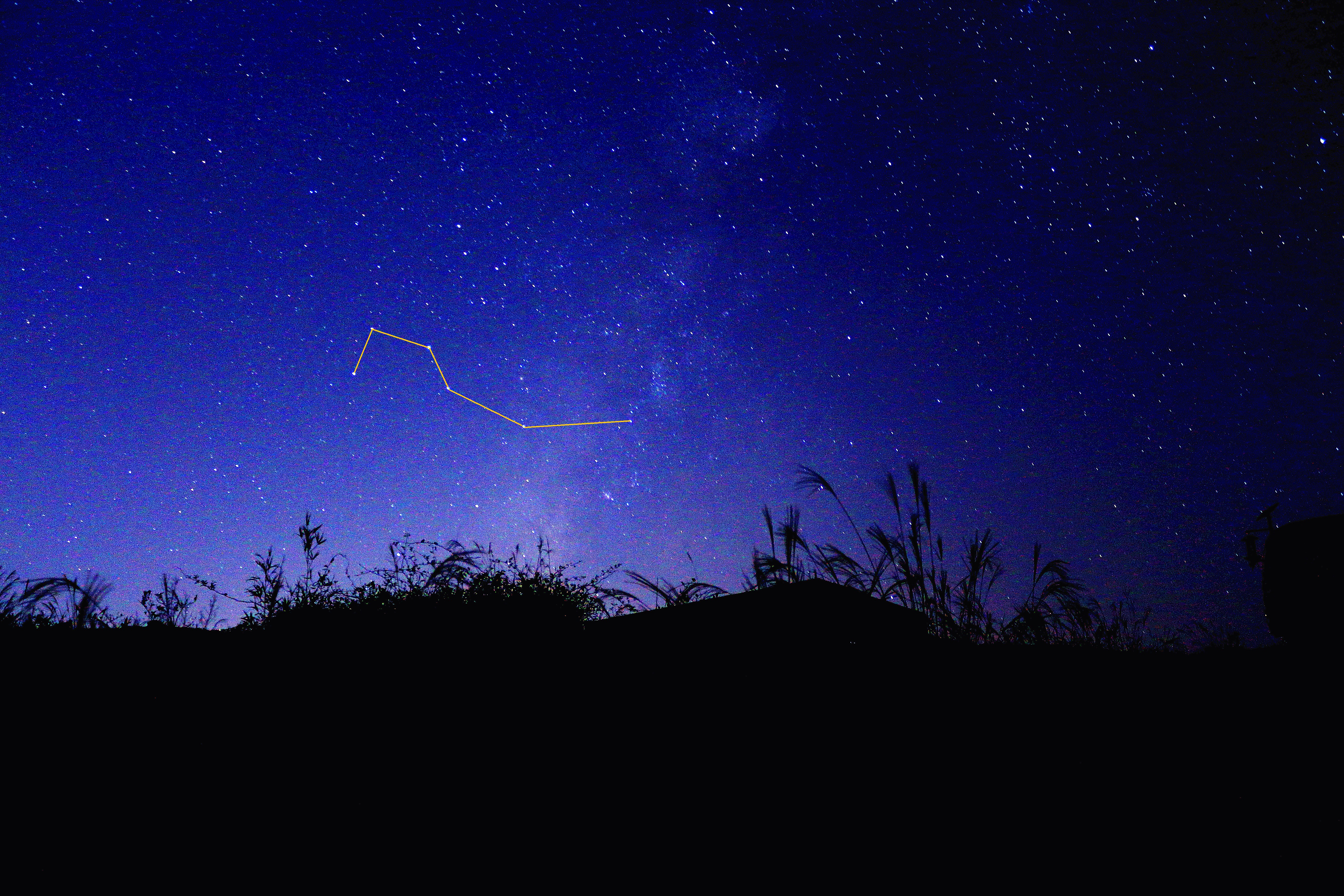
南斗六星

南斗六星（なんとろくせい）は、いて座の上半身と弓の一部からなる6つの明るい星の集まりである。位置とその形から北斗七星に対してこの名前が付いた。なお、ここでいう南北は天球上の南北であって地平から見える方位ではない。二十八宿の斗宿の別名。
日本の一部には、6星のうちマスに当たるζ、τ、σ、φの4つの星を箕星（みぼし）と呼ぶ地方がある。
英語圏でも、北斗七星が柄杓星（ビッグ・ディッパー）と言われるのに対してこの6星もひしゃくに見られており、その形からミルク・ディッパー（Milk Dipper：ミルクさじ）と呼ばれている。また、隣り合うγ、δ、ε、ηの4星からなる箕宿とあわせてティーポット (Teapot) ともいうが、こちらは日本ではほとんど使われない。

## 南斗六星を構成する星

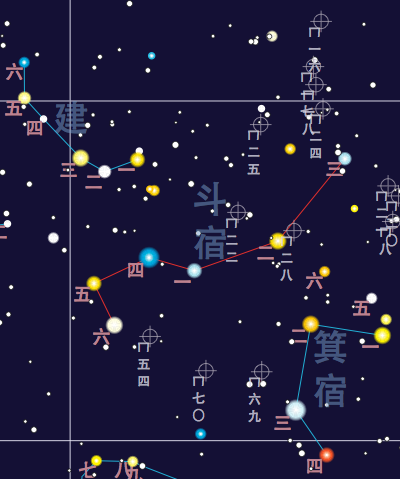
斗宿の星官「斗」が南斗六星。

以下に南斗六星を升型部から柄部にかけての順で記載する（バイエル符号は通常星座内の星の明るさの順に附けられるが、いて座ではあまり意味をなさない）。
現代の星名 - 中国の星官名（星名）、視等級。星名は連星の場合は主星の固有名である。
- ζ星 - 斗宿六（天府）、英: Ascella、視等級2.61
- τ星 - 斗宿五（天梁）、英: Namalsadirah、視等級3.11
- σ星 - 斗宿四（天機）、英: Nunki、視等級2.07
- φ星 - 斗宿一（天同）、羅: Prima τού al Sadirah、視等級3.14
- λ星 - 斗宿二（天相）、英: Kaus Borealis、視等級2.81
- μ星 - 斗宿三（七殺）、英: Polis、視等級3.84

## 中国における位置づけ

### 武備志
中国の兵法書『武備志』の99 - 100巻「旌旗」には二十八宿にちなんだ軍旗図と将軍名が記述されており、それによると「斗木豸」（ともくち）、「主將歐喙希節」とある。

### 道教
道教思想においては、北斗七星と南斗六星はそれぞれ死と生を司る存在として神格化されている。北斗（北斗星君）は白い服を着た醜い老人の姿で描かれ、南斗（南斗星君）は赤い服を着た、北斗と同様の醜い老人の姿や、逆に若く美しい男の姿で描かれる。